# سبيستون (مجلة)
مجلة سبيس تون هي مجلة سورية تصدر عن يونج فيوتشر للنشر بداية كل شهر. صدر العدد الأول منها عام 2002.
توجه المجلة إلى الأطفال من سن السابعة وحتى السادسة عشر. وتعتمد على قصص الكرتون المترجمة من شركة سبيس تون اليابانية، على الصفحة الثالثة من المجلة بيان بأسماء هيئة التحرير وفهرس مصغر بأهم محتويات العدد.
وليس هناك كُتَّاب في الأعداد باعتبار أن أغلب مواد العدد مترجمة، لكن باب حضارتنا يكتبه أحمد شرف، كما يعد بعض المواد كتاب آخرون منهم سعيد ميرخان، وليس هناك رسامون عرب أيضاً.
تتسم مواد المجلة بمساحات واسعة وحروف وكلمات أقل، وهناك صفحات لتعليم الهجاء والحساب وعمل الأزياء، وتتراوح التسالي في المجلة من التسالي للصغار إلى الكبار. وهناك تساؤلات من القراء ترد عليها المجلة في باب أصدقاء المجلة، كما تنشر المجلة برامج محطة سبيس تون شهرياً وهناك صفحات آخرى للمهارات، وهل تعلم، ومعلومات عن الحيوان، ويأخذ طابع المجلة الطابع المعلوماتي حيث لا تنشر قصصاً نثرية ولا قصائد، وفي باب كل شيء يبدأ من الطفولة توجه بعض النصائح إلى الأمهات والآباء.
تعتمد المجلة على مساهمات القراء في العديد من الصفحات المتناثرة، وذلك ضمن أبواب: تساؤلات، فضاء الآفكار، كوميديا، تعتمد المجلة على إعلانات الدمى والألعاب، ولا توجد بها مقدمة، وتوزع بها هدايا بوستر شخصيات كرتونية وأقراص مدمجة تضم أغنيات للأطفال أو ألعاب فيديو. تُباع  في السعودية بعشرة ريالات وفي سوريا ب120 ليرة، وفي مصر بعشرة جنيهات.

## الأبواب
- تعلم في أبجد
- الرياضيات
- أزياء
- كراكيش
- تسالي
- مطبخ
- أغاني
- تساؤلات
- مسابقات وجوائز
- برنامج المحطة
- ألعاب
- كيف تعمل الأشياء
- موسوعة حضارتنا
- أبطال كوكب الرياضة
- بين الطفولة
- مغناء الأفكار
- أصدقاء المجلة
- راسمو بدين تون
- حلول
- حديقة الحيوان

## طاقم العمل
رئيس التحرير: ماهر صباغ
مدير التحرير: جلنار حاجو
الإخراج والإشراف الفني: سامر القادري
سكرتارية التنفيذ: هويل عبد الغني

## سبيستون (بنات)
شارك في إعداد هذه المجلة نسرين الجعان، ويتكون الفريق الفني من عشرة مديرين فنيين، صدر العدد الأول من المجلة في فبراير، 2004م. وقطعها 22×30م، توجه المجلة إلى البنات من سن السابعة حتى السادسة عشر تحت شعار: مجلة فتيات المستقبل.
هناك تشابه في إخراج المجلة ومواد العدد مع الأعداد الصادرة من مجلة سبيستون، خاصةً في بعض الأبواب الثابتة، منها: تسالي وأزياء، تعليم اللغات، جنيب بلا موئه، مصنغ الفنون والمواهب.